# Татарка (приток Барневы)
Татарка — река в России, протекает в Далматовском районе Курганской области. Устье реки находится в 80 км по левому берегу реки Барнева в селе Новопетропавловское — центре Новопетропавловского сельсовета. Длина реки составляет 16 км.

## Данные водного реестра
По данным государственного водного реестра России относится к Иртышскому бассейновому округу, водохозяйственный участок реки — Исеть от впадения реки Теча и до устья, без реки Миасс, речной подбассейн реки — Тобол. Речной бассейн реки — Иртыш.
Код объекта в государственном водном реестре — 14010501112111200003316.

## Населённые пункты
- с. Новопетропавловское